# Upplands runinskrifter 892
Upplands runinskrifter 892 är ett försvunnet vikingatida runstensfragment i Uppsala-Näs kyrka, Uppsala-Näs socken och Uppsala kommun. Enligt Johan Peringskiöld finns detta fragment inmurat i den västra kyrkoväggen. Det är emellertid täckt av rappning och oåtkomligt.

## Inskriften
Translitterering av runraden:
[...f × faþur × ...]
Normalisering till runsvenska:
... faður ...
Översättning till nusvenska:
... fader ...